# Mindanaosolfågel
Mindanaosolfågel (Aethopyga primigenia) är en fågel i familjen solfåglar inom ordningen tättingar.

## Utseende och läte
Mindanaosolfågeln har grått på huvud och bröst, olivgrönt på rygg och vingar, vitt på övre delen av buken och gult på nedre delen samt kroppsidorna. Stjärten är vitspetsad. Hanen har grönt på panna och kinder, hos fåglar på nordöstra Mindanao dessutom ett gult streck nerför övre delen av bröstet. Bland lätena hörs snabba serier med ljusa "whip!".

## Utbredning och systematik
Mindanaosolfågeln förekommer på ön Mindanao i södra Filippinerna. Den delas in i två underarter med följande utbredning:
- Aethopyga primigenia primigenia – centrala Mindanao, i bergsområdena MtKitanglad, Apo, Sebu, Busa, MtMcKinley, Lamut, Civolig och Daggayan)
- Aethopyga primigenia diuatae – berget Hilong Hilong

## Status
Arten har ett begränsat utbredningsområde och beståndet är relativt litet, bestående av uppskattningsvis endast 20 000–50 000 vuxna individer. Populationen anses dock vara stabil. Internationella naturvårdsunionen IUCN kategoriserar arten som livskraftig.